# Vittsjö GIK
Vittsjö Gymnastik och Idrottsklubb er en fodboldklub fra Vittsjö, Sverige. De spiller i kvindernes bedste række i Sverige, Damallsvenskan.
Vittsjö GIK spiller deres hjemmekampe på Vittsjö IP Stadion i Vittsjö, der blev bygget i 2012 og har en kapacitet på 1.500.